# Pauline Black

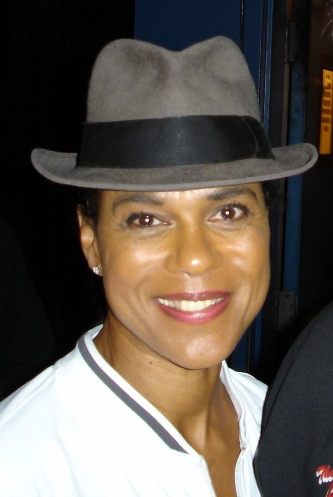
Pauline Black in 2005.

Belinda Magnus OBE (Romford, 23 oktober 1953), beter bekend als Pauline Black, is een Brits zangeres, actrice en radiopresentatrice. Ze is vooral bekend als frontvrouw van de skaband The Selecter.

## Biografie
Black is de dochter van een Joodse tienermoeder en een Nigeriaanse vader. Ze werd geadopteerd door een Engels echtpaar van middelbare leeftijd en groeide op als Pauline Vickers.
Black volgde een wetenschapstudie en een opleiding als radiografe. Na haar afstuderen in 1976 kreeg ze een baan in de gezondheidszorg. Tegelijkertijd begon ze met optreden, maar om geen problemen te krijgen op het werk nam de zangeres de artiestennaam Pauline Black aan. Black begon met covers van artiesten als Bob Dylan en Joan Armatrading voordat ze besloot om een reggaeband te beginnen. Dit leidde ertoe dat Black zich in 1979 aansloot bij het inderhaast opgerichte The Selecter, waarmee ze tot de kopstukken van de Britse ska-revival werd gerekend. In 1981 verliet Black deze band die vlak daarna uit elkaar ging.

### Solocarrière
Black nam in 1982 een soloalbum op met gospelnummers; alleen de Johnny Nash-cover I Can See Clearly Now werd uitgebracht. Daarna ging ze televisieprogramma's presenteren; na Hold Tight (met herkenningstune van Bad Manners-frontman Buster Bloodvessel) kreeg ze in 1983 bij Channel 4 het kunst- en cultuurprogramma Black on Black. Black interviewde onder meer de toen nog onbekende Sade en The Inspirational Choir of the Pentecostal Church of the Firstborn Living God; die laatste uitzending, die in het teken stond van een korenwedstrijd, legde de basis voor het Madness-nummer Wings of a Dove waarmee de nutty boys in augustus van dat jaar hun zoveelste top 10-hit scoorden.
Ook bij Black begon het ook weer te kriebelen; onder de naam Sunday Best bracht ze begin 1984 met ex-Specials/Fun Boy Three-leden Neville Staple en Lynval Golding de single Pirates on the Airwaves uit. Het werd niet gedraaid op de radiozenders.
In de tweede helft van de jaren tachtig toerde Black door het land met een onewomanshow en ging ze ook acteren. Zo speelde ze Cleopatra en Billie Holiday; die laatste rol leverde haar een Time Out Award op voor Beste Actrice.

### Jaren 90-heden
In 1991 werd The Selecter heropgericht in een nieuwe bezetting die vijftien jaar stand hield. Tussendoor ging Black in 1995 op 42-jarige leeftijd op zoek naar haar moeder en bracht. Begin jaren 00 vormde ze de kortstondige supergroep Ska Divas met Rhoda Dakar (The Bodysnatchers) en Jennie Matthias (The Belle Stars). In de BBC-muziekdocumentaires Soul Brittania (2007) en Reggae Brittania (2011) was Black zowel presentatrice als geïnterviewde.
In 2011 bracht Black haar biografie Black By Design uit en vormde ze een nieuwe Selecter met zanger Arthur 'Gaps' Hendrickson uit de oorspronkelijke bezetting. Black bezit nu de rechten op de groepsnaam nadat gitarist en oprichter Neol Davies voor verwarring zorgde door zijn eigen Selecter te beginnen; deze band (die een zanger had in plaats van zangeres) is inmiddels ter ziele. De optredens van de officiële Selecter worden altijd aangekondigd met naamsvermelding van Black en Hendrickson.
In 2017 verzorgde Black enkele gastoptredens tijdens de Humanz-tournee van Gorillaz.
Op 1 januari 2022 werd ze geridderd tot Officer of the British Empire; vier maanden later kwam daar een tweede titel bij als plaatsvervangend luitenant.